# Ministerio de Puertos y Aeropuertos
El Ministerio de Puertos y Aeropuertos es un ministerio brasileño y forma parte del poder ejecutivo del gobierno federal. Fue creado durante el tercer gobierno de Lula da Silva y su actual titular es Sílvio Costa Filho.

## Historia
La anterior organización de gestión de los puertos brasileños era la Empresa de Portos do Brasil S.A. - PORTOBRÁS, creada por la Ley 6222 de 1975 y abolida por la Ley 8.029 de 1990. En 2007, fue creada la Secretaría de Puertos de la Presidencia de la República - SEP/PR, por la Medida Provisoria nº 369, convertida en la Ley nº 11.518 de 2007. En 2010, la Ley nº 12.314 transformó la Secretaría Especial de Puertos en Secretaría de Puertos, ambas de la Presidencia de la República. En 2016, la Ley nº 13.341 suprimió la Secretaría de Puertos de la Presidencia de la República, transfiriendo sus atribuciones al Ministerio de Transportes, que pasó a denominarse "Ministerio de Transportes, Puertos y Aviación Civil".
La "Secretaría Nacional de Puertos y Transportes Acuáticos" (SNPTA) fue un órgano gubernamental del Ministerio de Infraestructura responsable de la formulación de políticas y directrices para el fomento del sector de los puertos marítimos así como la ejecución de medidas, programas y proyectos de apoyo al desarrollo de la infraestructura portuaria. Era responsables también de la administración de las empresas portuarias. También era su competencia participar en el planeamiento estratégico y la aprobación de los planes de concesión, todo ello con el fin de garantizar la seguridad y la eficiencia del transporte fluvial de carga y pasajeros en el país.
En el 2010, cerca de 700 millones de toneladas de mercancías eran transportadas al año en los puertos brasileños, lo que correspondía a aproximadamente el 90% del comercio exterior del país. La creación de la secretaría buscaba elevar los terminales portuarios al mismo nivel de competitividad de los puertos más eficientes del mundo. Posteriormente, en el 2023, ante la asunción al mando de Lula da Silva, se dispuso la conversión de la secretaría en el actual ministerio.

## Ver también
- Anexo:Ministros de Puertos y Aeropuertos de Brasil